# Bleichenviertel

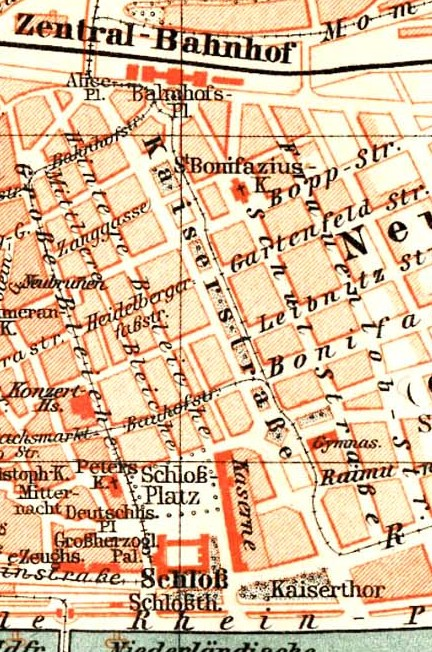
Das Bleichenviertel (links der Kaiserstraße) in einem Stadtplan aus dem späten 19. Jh. Nicht genordet, rechts ist etwa Nordwesten

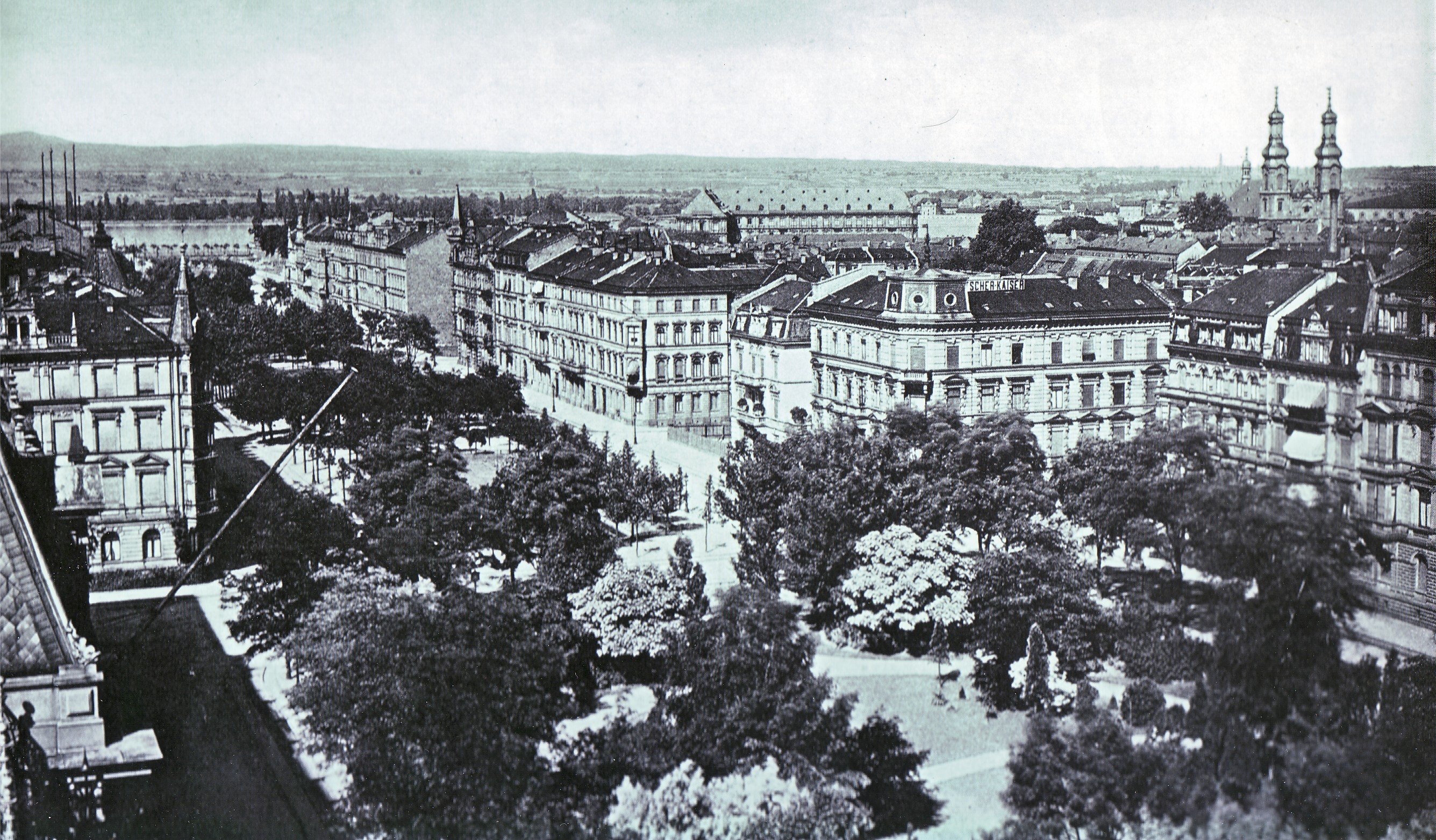
Eine Aufnahme vom Bleichenviertel 1892. Die Bebauung im Vordergrund aus dem 19. Jh. liegt außerhalb der Stadtmauern und ist größer als die barocke Bebauung dahinter. Im Hintergrund ist das kurfürstliche Schloss sowie die Peterskirche zu sehen.

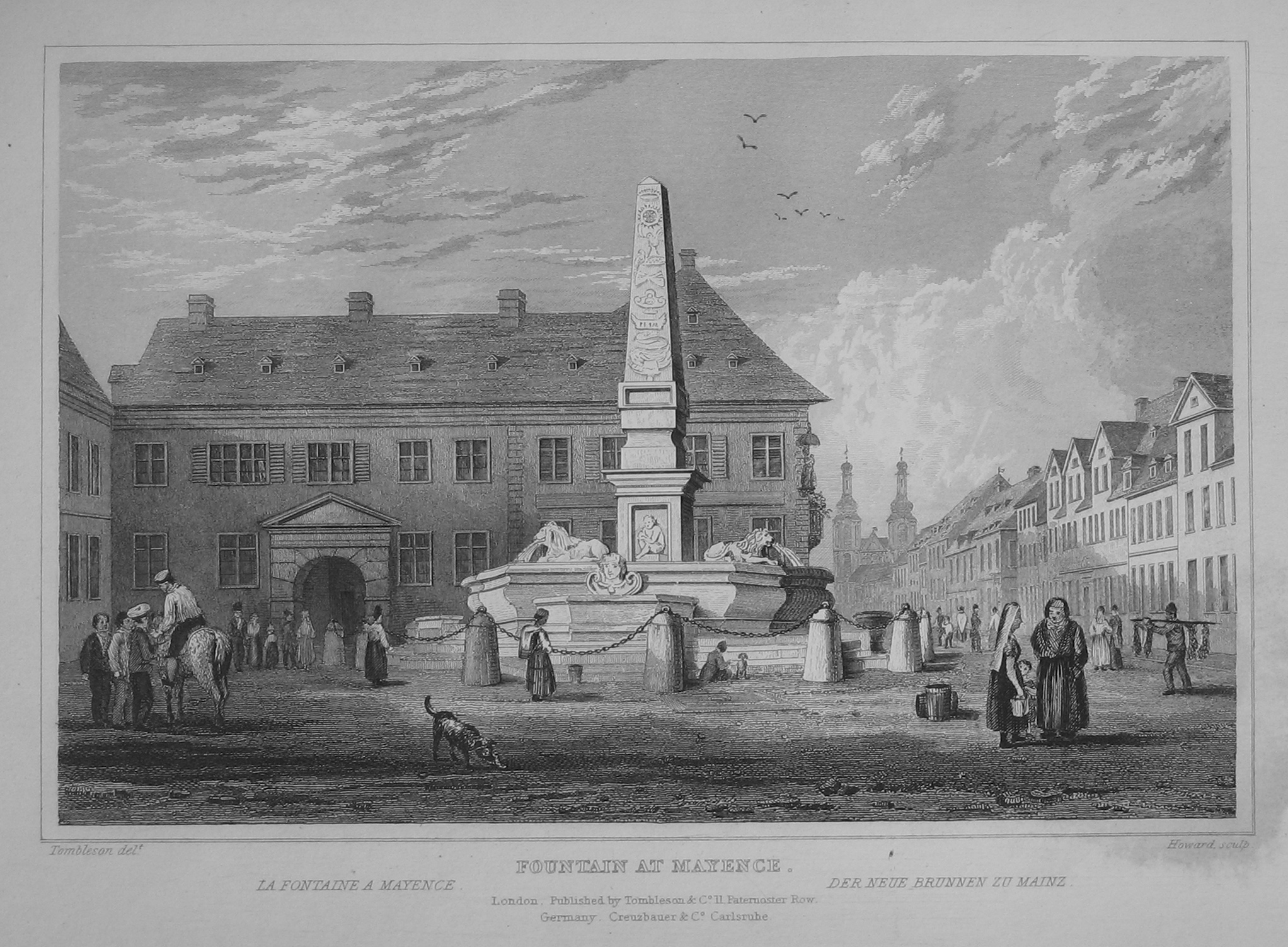
Der Neubrunnenplatz im Mainzer Bleichenviertel, ca. 1840, mit Blick auf die Große Bleiche Richtung Peterskirche, sowie auf das Gebäude des Casino „Hof zum Gutenberg“

Das Bleichenviertel ist ein Quartier in Mainz, das am nördlichen Rande des Stadtteils Mainz-Altstadt liegt. Es besteht aus Blocks eines überwiegend quadratischen Grundrisses: Die Hauptachsen bestehen aus drei Straßen, Große Bleiche, Mittlere Bleiche und Hintere Bleiche, die alle parallel zur ehemaligen Stadtmauer und zur Kaiserstraße verlaufen. Diese werden von Querstraßen gekreuzt, zum Beispiel von der Zanggasse. Hierin unterscheidet es sich deutlich von allen anderen Vierteln der Altstadt, mit Ausnahme des Lauterenviertels, das erst zwei Jahrhunderte später durch Anlandung während der Rheinbegradigung neu geschaffen wurde.
Vom Mittelalter bis ins 17. Jahrhundert bestanden hier die „Bleichwiesen“ – ein unbebautes Gelände innerhalb der aus römischer Zeit entstandenen Stadtmauer, das von zwei Bächen durchkreuzt wurde, Zeybach und Umbach. Wäsche, die in diesen Bächen gewaschen wurde, konnte auf den angrenzenden Wiesen gebleicht werden. Auch das Gerberhandwerk siedelte sich in der Nähe dieser Wasserläufe an.
Im Rahmen des Festungsausbaus wurde die Gegend 1656 unter der Herrschaft von Kurfürst Johann Philipp von Schönborn trockengelegt und zur Bebauung freigegeben. Das Viertel lag im Schutz der Bastionen Paul, Leopold, Felicitas und Damian. Zum Rhein hin wurde es durch den alten Winterhafen (Schiffswinterung) und das Schlossviertel abgegrenzt.  Zu den Bastionen hin war das Viertel durch den Schießgarten abgegrenzt. Die Straßen des Bleichenviertels liefen direkt auf das Münstertor zu, das, gedeckt durch den Hauptstein, die Straßenverbindung nach Westen herstellte. Zum Ende des Viertels gegen das Münstertor befand sich das Johanneshospital (Garnisonskrankenhaus bzw. Invalidenhaus) mit seiner Anatomie und an der Hinteren Bleiche das Lappenhaus, Militärwaschanstalt, der Bauhof und die Sattelkammer. Im Zuge der Ansiedlungspolitik, die dem Bevölkerungsrückgang der Stadt während des Dreißigjährigen Krieges entgegenwirken sollte, entstand hier im Laufe der folgenden Jahre das Bleichenviertel auf seinem heutigen Grundriss. Der wirtschaftliche Fokus des neuen Stadtteils war ein Marktplatz, auf dem 1726 der Kurfürst Lothar Franz von Schönborn (Neffe von Johann Philipp) einen Laufbrunnen im barocken Stil mit einem Obelisken errichten ließ, der heute für den Neubrunnenplatz der Namensgeber ist.
Als Denkmalzone ausgewiesen ist das Gebiet Große Bleiche 49/51, Bauhofstraße 1, 3/5, Mittlere Bleiche 40, Schießgartenstraße, entstanden zwischen 1742 und 1774, das sich durch zusammengewachsene Blockrandbebauung aus Adelshöfen und kurfürstlichem Marstall auszeichnet. Diese Zone ist von größter städtebaulicher Wirkung und Bedeutung durch die symmetrische Durchbildung ganzer Blockfassaden, und als hochrangiges Dokument einheitlicher Bauorganisation anzusehen.
Heute ist das Viertel geprägt von Banken und Geschäftshäusern in der Großen Bleiche sowie von einem hohen Anteil an Migranten und internationalen Lebensmittelläden in den anderen Bleichen und Querstraßen. In dem zum Rhein gelegenen Ende des Viertels befinden sich auch einige Ministerien der Landesregierung von Rheinland-Pfalz. Daher wird dieser Bereich oft als "Regierungsviertel" bezeichnet; wegen der Lage des Kurfürstlichen Schlosses wird der Bereich rheinseits der Bauhofstraße auch "Schlossviertel" genannt, auch weil die Mittlere und Hintere Bleiche nicht über die Bauhofstraße hinaus diese Namen tragen.

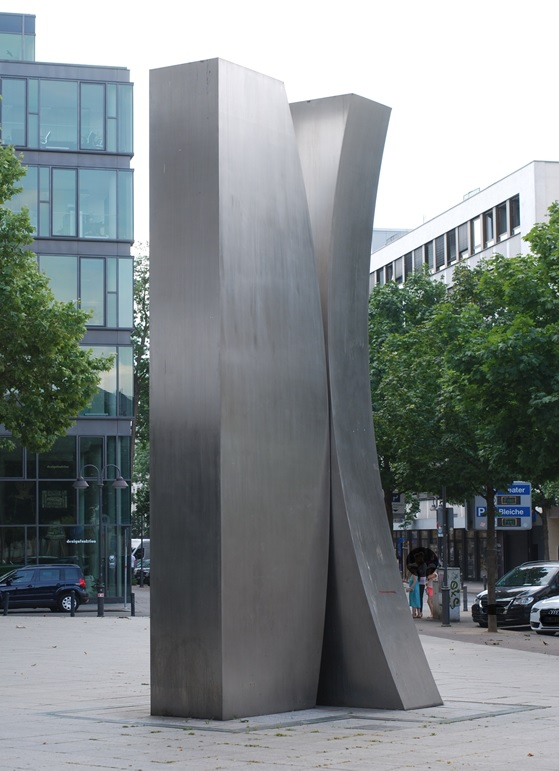
Alf Lechner – Konstellation, Edelstahl, 1995, Große Bleiche 54, Höhe 7 m

## Literatur

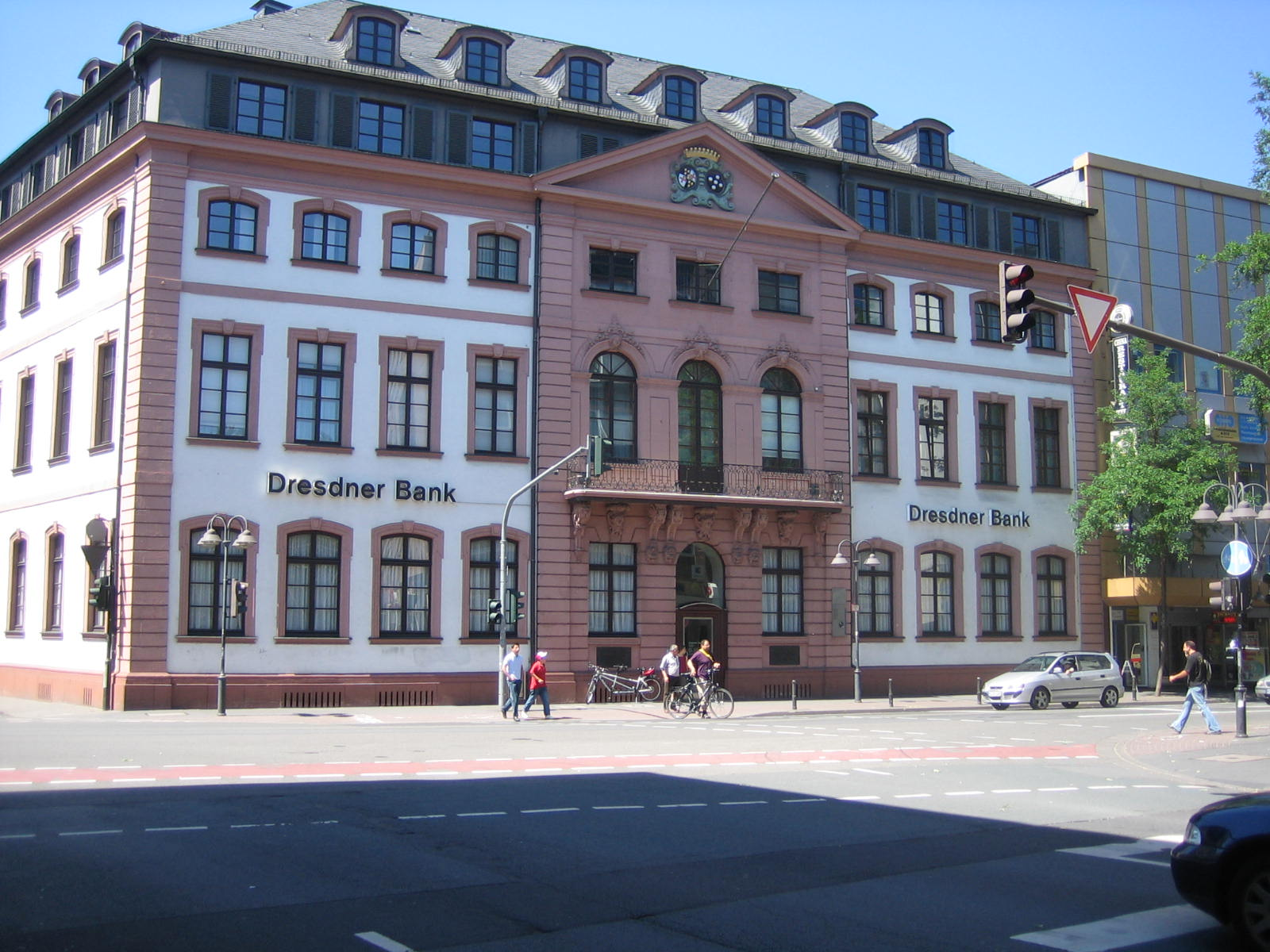
Der Stadioner Hof, ein barockes Gebäude, das als Bankfiliale benutzt wird, mit angrenzender Nachkriegsbebauung in der Großen Bleiche

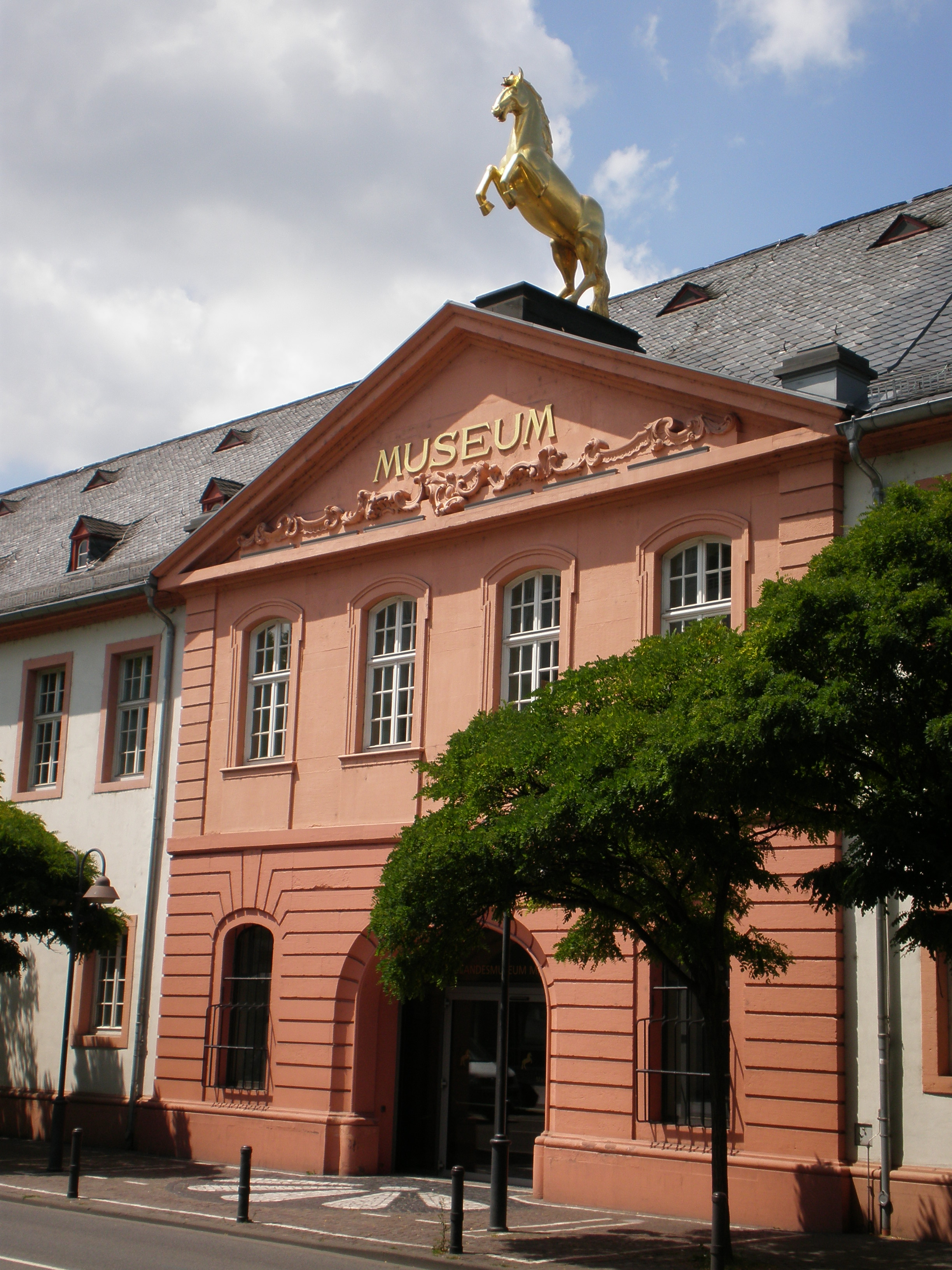
Auch die Golden-Ross-Kaserne ist ein barocker Bau in der Großen Bleiche